# Флаг сельского поселения Часцовское
Флаг сельского поселения Часцо́вское является официальным символом сельского поселения Часцовское Одинцовского муниципального района Московской области Российской Федерации.
Флаг утверждён 10 марта 2010 года и внесён в Государственный геральдический регистр Российской Федерации с присвоением регистрационного номера 6015.
Флаг муниципального образования сельское поселение Часцовское составлен на основании герба сельского поселения по правилам и соответствующим традициям вексиллологии и отражает исторические, культурные, социально-экономические, национальные и иные местные традиции.

## Описание
«Прямоугольное полотнище с отношением ширины к длине 2:3, состоящее из двух равных вертикальных полос белой и голубой, воспроизводящее в середине каждой части изображение колокола из герба поселения: внизу белой полосы — голубого цвета, вверху голубой полосы — белого цвета».

## Обоснование символики
Земли сельского поселения Часцовское когда-то входили в состав Звенигородского уезда (в гербе которого колокол).
Цветовое деление флага и два колокола символически отражают то, что основу поселения составляют два старинных поселения Часцы и Покровское. Белая (чистая) полоса символизирует деревню Часцы, название которого связывают с древнерусским «чисцы, чистить», то есть чистое место, подготовленное под пашню.
Колокол — символ сильного «духовного начала», символ церкви Покрова Пресвятой Богородицы в Покровском и часовни в Часцах.
Голубая полоса символизирует село Покровское, название которого пошло от построенной в селе церкви Покрова, а сам Покров аллегорически показан белым колоколом. Село Покровское — известно в истории России также тем, что оно принадлежало богатому барину И. А. Яковлеву, отцу великого политического деятеля и писателя Александра Ивановича Герцена. А. И. Герцен, проживая заграницей в Лондоне, основал Вольную русскую типографию и с 1857 года издавал газету «Колокол», что также аллегорически отражено на флаге поселения.
Белый цвет (серебро) — символ чистоты, ясности, открытости, божественной мудрости, примирения.
Голубой цвет (лазурь) — символизирует связь времён, гербы Звенигородского уезда и современного Одинцовского муниципального района имеют лазоревое поле. Голубой цвет (лазурь) также символ возвышенных устремлений, искренности, преданности, возрождения.